# Professional Tournament
Il Professional Tournament è stato un torneo professionistico di snooker, che si è disputato nel 1910 e nel 1911, in'unica edizione, a Londra, in Inghilterra.

## Storia
Il Professional Tournament, venne istituito a seguito della soppressione dell'American Tournament, il quale si disputò dal 1907 al 1910, e fu, molto probabilmente, il primo torneo della storia di questo sport. Così come questo evento appena citato, il Professional Tournament fu strutturato con una singola fase a gironi, nella quale parteciparono cinque giocatori; ogni incontro ebbe una durata standard di 12 frames ed era disponibile anche il pareggio. Venne adottata, inoltre, la doppia sfida (andata e ritorno), per tutti i match.

## Albo d'oro
| Anno      | Vincitore       | Città  | Impianto         | Note  |
| --------- | --------------- | ------ | ---------------- | ----- |
| 1910-1911 | Cecil Harverson | Londra | Soho Square Hall | [ 2 ] |

## Vincitori
| N° | Giocatore       | Vittorie |
| -- | --------------- | -------- |
| 1  | Cecil Harverson | 1        |

## Vincitori per nazione
| N° | Nazione     | Vittorie |
| -- | ----------- | -------- |
| 1  | Inghilterra | 1        |